# Rainbow (lớp tàu ngầm)
Lớp tàu ngầm Rainbow (hoặc lớp R) là một lớp bao gồm bốn tàu ngầm được Hải quân Hoàng gia Anh chế tạo vào đầu thập niên 1930. Được cải tiến dựa trên  Lớp Pathian dẫn trước, chúng được thiết kế như những tàu ngầm tuần dương có khả năng hoạt động tầm xa nhằm phục vụ tại Viễn Đông. Chỉ có bốn chiếc được chế tạo so với kế hoạch đóng sáu chiếc, và sau khi Chiến tranh Thế giới thứ hai kết thúc, chỉ còn lại một chiếc duy nhất sống sót, HMS Rover (N62).

## Thiết kế
Lớp tàu ngầm Rainbow được thiết kế như phiên bản cải tiến của  Lớp Pathian dẫn trước, và dự định có tầm hoạt động xa nhằm phục vụ tại Viễn Đông. Chúng có chiều dài chung 287 foot 2 inch (87,5 m), mạn tàu rộng 29 foot 10 inch (9,1 m) và mớn nước trung bình 13 foot 10 inch (4,2 m). Con tàu có trọng lượng choán nước khi nổi 1.772 tấn Anh (1.800 t) và 2.030 tấn Anh (2.063 t) khi lặn. Lớp Rainbow có thủy thủ đoàn bao gồm 56 sĩ quan và thủy thủ, và có độ sâu lặn thử nghiệm tối đa 300 ft (91 m).
Khi di chuyển trên mặt nước, lớp Rainbow được cung cấp động năng từ hai động cơ diesel công suất 2.200 mã lực phanh (1.641 kW), mỗi chiếc dẫn động một trục chân vịt. Khi lặn mỗi trục chân vịt được dẫn động bởi một động cơ điện 660 mã lực (492 kW). Lớp Rainbow đạt được tốc độ tối đa 17,5 kn (32,4 km/h) trên mặt nước và 9 hải lý trên giờ (17 km/h; 10 mph) dưới nước. Chúng có tầm hoạt động tối đa 7.050 hải lý (13.060 km) ở tốc độ đường trường 9,2 hải lý trên giờ (17,0 km/h; 10,6 mph) khi nổi, và 62 hải lý (115 km; 71 mi) ở tốc độ 4 hải lý trên giờ (7,4 km/h; 4,6 mph) khi lặn.
Con tàu được trang bị sáu ống phóng ngư lôi 21 in (530 mm) trước mũi, và thêm hai ống phóng phía đuôi tàu. Nó mang thêm sáu ngư lôi để nạp lại, nâng tổng cộng ngư lôi mang theo là 14 quả. Nó cũng được trang bị một hải pháo QF 4,7 in (120 mm) Mk IX trên boong tàu.

## Những chiếc trong lớp
Sáu tàu ngầm đã được đặt hàng vào tháng 2, 1929, nhưng sau cuộc Tổng tuyển cử năm 1929, chính phủ mới trì hoãn việc chế tạo hai chiếc sau cùng vào tháng 8 do hoàn cảnh khó khăn kinh tế, và cuối cùng đã hủy bỏ đặt hàng.
| Tên (số hiệu) | Xưởng đóng tàu             | Đặt lườn         | Hạ thủy          | Nhập biên chế     | Số phận                                                             |
| ------------- | -------------------------- | ---------------- | ---------------- | ----------------- | ------------------------------------------------------------------- |
| Rainbow (N16) | Xưởng tàu Chatham          | 24 tháng 7, 1929 | 14 tháng 5, 1930 | 18 tháng 1, 1932  | Đắm 4 tháng 10, 1940 sau va chạm với tàu buôn Ý Antonietta Costa    |
| Regent (N41)  | Vickers, Barrow in Furness | 19 tháng 6, 1929 | 11 tháng 6, 1930 | 11 tháng 11, 1930 | Bị đánh chìm bởi thủy lôi gần Barletta, Apulia, Ý, 18 tháng 4, 1943 |
| Regulus (N88) | Vickers, Barrow in Furness | 17 tháng 7, 1929 | 11 tháng 6, 1930 | 7 tháng 12, 1930  | Bị đánh chìm bởi thủy lôi gần Taranto, Apulia, Ý, 6 tháng 12, 1940  |
| Rover (N62)   | Vickers, Barrow in Furness | 24 tháng 7, 1929 | 11 tháng 6, 1930 | 29 tháng 1, 1931  | Bị tháo dỡ, 1946                                                    |
| Royalist      | Beardmore, Dalmuir         |                  |                  |                   | Hủy bỏ, 1929                                                        |
| Rupert        | Cammell Laird, Birkenhead  |                  |                  |                   | Hủy bỏ, 1929                                                        |

Một số nguồn cho rằng tàu ngầm Ý Enrico Toti đã đánh chìm HMS Rainbow. Thực ra tàu ngầm bị Enrico Toti đánh chìm là chiếc HMS Triad.